# Карабане
Карабане је острво и село које се налази на крајњем југозападу Сенегала, у ушћу реке Казаманс. Ова релативно скорашња геолошка формација састоји се од спрудова и алувијума којима се тло додаје акумулацијом у гранама и коренима дрвећа мангрова који покривају већи део острва. Заједно са остатком региона Зигинхор, Карабане има тропску климу, са сменом сушне и кишне сезоне. Острво се некада сматрало сушном локацијом где није вероватно да ће расти корисне биљке, али сада подржава неколико врста воћака, од којих су најчешћи манго и поморанџе. Иако су оближњи национални парк Басе Казаманс и авифаунални резерват Калисаје затворени годинама због сукоба Казаманс, Карабане је наставио да привлачи орнитологе заинтересоване за широку палету птица. Око острва има много различитих врста риба, али има врло мало сисара.
Најранији познати становници острва били су Ђола народ, етничка група која је и даље најмногољуднија на острву. Португалци су били присутни у региону од 16. века па надаље; међутим, нису се задржали на „Острву комараца“; комарци и црне мушице (Simulium) су их убедили да уместо тога 1645. оснују своје трговачко место у граду Зигинхору. Дана 22. јануара 1836. године, острво је уступио Француској сеоски вођа Кагноут у замену за годишњу исплату од 196 франака. Уследио је низ уговора између Француза и вођа локалних народа; међутим, становници Карабанеа нису признавали ауторитет уговора који су им наметнути, што је резултирало пљачкама и отмицама међу француским узгајивачима пиринча од стране припадника народа Каронинке. Године 1869. Карабане је постао аутономан, али се спојио са Седијуом 1886. Од 2. светског рата, становништво острва се постепено смањивало из различитих разлога, укључујући периоде суше, Казаманс сукоба и, недавно, потонуће трајекта Јоола 2002. Тек 2014. године поново је успостављена трајектна линија до острва.
Иако је Карабане некада био регионална престоница, село је од тада постало толико политички изоловано од остатка земље да се више не уклапа ни у једну категорију административне структуре коју је одредила сенегалска влада. Ђола чини већину становништва острва и нема формалну хијерархију. Стопа писмености је око 90%. Ученици похађају основну школу на острву, али морају да се преселе бар до Елинкена да би наставили студије.
Сведочанства истраживача и колонијалних администратора показују да је Карабане већ дуго учествовао у узгоју пиринча, рибарству, трговини и производњи палминог вина. Циклус пиринча игра централну економску и верску улогу у животима становништва. Палмино уље и палмино вино су веома популарни и традиционални у овој области. Рибарством је дуго доминирао занатски риболов, који задовољава дневне потребе становништва острва; међутим, шире економске могућности су искоришћене од почетка 20. века. Иако је било покушаја да се развије туристичка грана на острву, становници нису били вољни да учествују. Карабане је додат на листу историјских места и споменика Сенегала 2003.

## Географија

### Локација
Са укупном површином од 57 км², Карабане је последње велико острво у ушћу реке Казаманс у југозападном Сенегалу. Налази се на 12°32' С географске ширине и 16°43' З географске дужине и, преко Елинкина, је скоро 60 км удаљено од Зигинхора, главног града истоименог региона, и нешто више од 500 км од Дакара, главног града земље.
"Il faut s'armer de patience pour rejoindre l'île de Carabane" је уобичајена француска фраза која значи "Човек мора имати стрпљења да би стигао до острва Карабане". Иако је ова изрека и даље истинита, била је још прикладнија у 19. веку када се, према једном путнику, 26-часовно путовање бродом од Руфискеа (близу Дакара) до Карабана сматрало прилично кратким за шта је био заслужан повољни ветар.
Упркос наизглед блиској удаљености суседних заједница, путовање моторизованим пирогама до Карабанеа из Елинкина, најближег насеља, траје око тридесет минута; пут је некада трајао сат и по кануом. Карабанеу се такође може приступити двочасовним или трочасовним  бродом из Зигинхора. Путовање од Кап Скиринга преко Кашоуане је такође могуће, али као што детаљна мапа региона показаје, каналима слане воде није лако пловити.

### Геологија
Као новија геолошка формација, Карабане се састоји од спрудова и алувијалног земљишта. Алувијум се развио због токова слане воде који пресецају спрудове. Као што су истакли рани француски посматрачи, тла у региону су углавном састављена од песка и глине, који се разликују у мешавини и слоју зависно од природних и људских фактора. Међутим, чини се да је Карабане у потпуности састављен од песка. Недостатак глине је разлог што архитектура на острву чешће користи сламу омотану око дрвених рамова него цигле од блата. Ова врста архитектуре је уобичајена у селима Мломп и Селеки.
У овом равном и мочварном подручју, гране и корени дрвећа мангрова формирају бране у којима се природно акумулирају наслаге шкољки острига заједно са блатом и биљним остатацима. Ови заплети помажу у задржавању тла, процесу који шири острво где би снага плиме обично имала супротан ефекат.
Висине нешто изнад 2 м, јужни део острва је делимично поплављен током кишне сезоне и потпуно потопљен сваких неколико година. За време осеке, блато је изложено тако да су чамци са кобилицама приморани да пристају на знатној удаљености од острва. Када је долазио у Карабане, трајект Joola је морао да се заустави око 500 м северно од села у 8 до 10 м воде.
Обална ерозија и заслањивање које утичу на запад Сенегала су такође извор зебње на острву;  знаци ерозије су примећени у Карабанеу од 1849. године. Кућа представника владе на острву два пута је горела; сваки пут када је поново изграђена, место зграде је морало да се помера све даље у унутрашњост. Ерозија острва је очигледна када се узме у обзир да је првобитна локација куће на крају била поплављена, чак и за време осеке. Током сушне сезоне река има делту којом доминира плима, са плимном водом која достиже 200 км узводно, док се испаравањем концентрише 50%.
Слатка вода је доступна из бунара на разумној дубини за наводњавање и кућне потребе. До постављања пумпе 2006. године, међутим, вода за пиће је морала да се шаље чамцем из Елинкена.

### Клима
Тропска клима се креће између сушне сезоне и влажне сезоне, која обично почиње у јуну и завршава се у октобру. Због близине океана, влажност ваздуха остаје изнад 40% и доприноси обиљу вегетације. Са пасатима са Азорских острва, острво ужива у пријатној клими током целе године. Од севера до североистока ови ветрови су хладни и увек влажни. Њихово присуство цене кајтсурфери. Пољопривредне активности, укључујући узгој пиринча, у потпуности зависе од падавина. "Wah uŋejutumu, emit elaatut" је Ђола пословица која значи "Ако пројекат неће бити завршен, то ће бити зато што киша није пала."  Призивање фетиша када нема кише део је традиционалних анимистичких ритуала. Последњих деценија дошло је до општег смањења падавина, што угрожава производњу пиринча, повећава заслањеност земљишта и доприноси деградацији мангрова. У мају и јуну температура ваздуха је око 28 °C. У јануару и фебруару, најхладнијим месецима, то је око 24 °C . Температуре испод 18 °C су прилично ретке. У септембру температура површинске морске воде је 26 °C.

### Флора
Некада се острво сматрало сушном локацијом, где су кокосове палме биле једине корисне биљке, а поврће је било тешко произвести. У ономе што је постало тропска клима, вегетација је богатија него на северу земље, посебно током влажне сезоне. Желећи да привуче пажњу француске колонијалне администрације за коју је оценио да је недовољно укључена у развој Казаманса, администратор Емануел Бертран-Боконде поднео је извештај који је веома детаљно документовао биљне врсте које су тада биле присутне на острву. Иако је овај извештај написан 1849. године, информације које садржи вредне су чак и у 21. веку.
Већина Карабанеа је прекривена мангровама, формирајући непроходну џунглу кроз коју се може проћи само изграђеним пролазима. Мангрове су међу ретким врстама које су способне да се прилагоде високо заслањеној средини, где је количина кисеоника у земљишту ниска. Последњих деценија постоји забринутост да су мангрове мање распрострањене. Разни су разлози за деградацију, укључујући ракове и нерегулисану експлоатацију дрвета. Уложени су напори да се сачувају мангрове и да се деца образују о њиховом значају.
Туристе не привлачи толико острво због својих мангрова колико због кокосових палми на плажама, као што је приказано на многим Карабанеовим разгледницама. Ове палме су цењени ресурс на острву.
Стабла капок дрвета су такође присутна на острву. Њихово сиво дрво је веома лагано и лако за обраду, због чега се користи за израду многих предмета, од врата до чамаца. Ђола кануи, који се крећу од 6 до 8 м по дужини, исклесани су у потпуности од једног дрвета, за разлику од традиционалног сенегалског пирога.
Што се тиче воћака, најбројнији су манго и поморанџе. Опунције и бугенвилије улепшавају околине хотела и кампова на острву. Различите организације су допринеле крчењу шума на острву.

### Фауна
Рани истраживачи су приметили широку разноликост птица у сливу реке Казаманс. Карабане је веома погодан за орнитолошка посматрања. Студија из 1998. године открила је бројне врсте на острву: афричка стрелица (Anhinga rufa), голема чапља (Ardea goliath), палмин лешинар (Gypohierax angolensis), велика царска шљука (Numenius arquata, белокрста чиопа (Apus caffer), и др.
Рибе су у изобиљу у водама које окружују острво. Мангрове су дом многих ракова као што су јужни ружичасти рачићи (Farfantepenaeus notialis), ракови пешчани гуслачи (Uca pugilator) и мекушаца. Популација шкољки углавном се састоји од острига мангрова (Crassostrea gasar), које се држе за непокривено корење мангрова у време осеке. Црвеноглава агама и варани чине рептилску популацију острва.
Пешчани спруд Карабане има веома мало сисара осим кућних љубимаца, иако су Французи први пут приметили присуство мајмуна 1835. године  Године 1870. други досељеници су са гнушањем приметили да домороци често једу мајмуне и псе. Почетком 21. века, делфини (Tursiops truncatus) се обично примећују са острва. Недостатак туризма због грађанских немира погодовао је биодиверзитету. На овај начин, оближњи Национални парк Басе Касаманс, који је годинама затворен, доживео је изузетан повратак нилских крокодила, сенегалских морских крава и птица.
На острву званом Ilha dos Mosquitos (на португалском „острво комараца“), староседеоци и њихови посетиоци настављају да се штите мрежама против комараца и ши путером. Такође морају да се заштите од других, мањих инсеката који нису ништа мање проблематични - црне мушице (Simulium).

## Историја

### Први становници
Традиције локалних народа су једногласне у тврдњи да су најстарији становници Казаманса народ Баинук и да су леву обалу ушћа реке први населили народ Ђола. Португалски морнари стигли су до западне афричке обале у 15. веку, а у 16. веку су португалски трговци постали активни у региону Казаманса, углавном у потрази за воском, слоновачем и робовима. Нису се задржавали на „острву комараца“, већ су 1645. основали своју прву трговачку постају у Зигинхору 
Крајем 1820-их, трговац мулат из Гореа, Пјер Боден, преселио се у Итоу и почео да сади пиринач и производи креч тако што је дробио љуске острига мангрова и кувао их у пећима за креч. Француска администрација третирала је Бодена као свог представника на острву и није слала друге јер је мало Француза желело да живи на острву. Карабане је имао лошу репутацију због лоших санитарних услова. Локална привреда се углавном заснивала на црвеном пиринчу који расте као коров, који се продавао у Зигинхору или Британцима у Гамбији. Породица Боден је користила робове за производњу пиринча и, упркос декларацији о његовом званичном укидању у француском колонијалном царству 1848. године, ропство се наставило на острву до почетка 20. века.
Колонијална администрација је желела да прошири свој утицај око реке, посебно зато што је становницима Гореа претило да изгубе део својих ресурса због неминовне пропасти трговине робљем, а такође и због њихове конкуренције са Сен Лујем. 9. јануара 1836. поручник Малавоа, који је био задужен за Горе, отишао је у Казаманс у потрази за местом за трговину. Прво је разматран врх Диога, на северној обали, али је због одбијање Ђола то била супротна обала која је на крају прихваћена.

### Француска колонизација
Дана 22. јануара 1836. године, острво је уступио Француској сеоски вођа Кагноут уз годишњу надокнаду од 196 франака. Ипак, други уговор је град Седију учинио примарним трговачким местом Казаманса, а експлоатација Карабанеа је неко време остављена у рукама породице Боден, прво Пјера, а затим његовог брата Жана. Сваки је узастопно добијао титулу Резидента. Са овом званичном, али двосмисленом титулом, било им је дозвољено да наставе своју трговинску операцију све док је редовно пријављују Француској.
Када је Жан Боден пао у немилост због озбиљног инцидента са енглеским бродом, у октобру 1849. заменио га је Емануел Бертран-Боконде као Резидент. Овај  предузимљиви бизнисмен и ентомолог из Нанта трансформисао је „своје“ острво, што је изазвало оживљавање комерцијалних и политичких активности. Године 1852. становништво је премашило 1.000 становника. Катастарском картом су додељени трактови од 30 м² трговцима и извођачима. Остали трактови од 15 м² су додељени за становање.
Изградња пристана дужине 116 м дозвољавала је пристајање већих пловила. Дуж реке је изграђен шински мол да би се олакшао пренос робе. Карабане је извозио пиринач, али и памук, за који се сматрало да је лошег квалитета, који је очишћен у фабрици коју је изградио Бертран-Боконде 1840. године. Фабрика је производила и бадеме и  дрво карапа (фамилија махагони) (Carapa procera).
Бертран-Боконде се укључио у локалну афричку политику током свог боравка као Резидент. Када је међуплеменски сукоб довео до оружаног напада на Карабане, он је посредовао у сукобу. Пошто је Бертран-Боконде затражио од гувернера одред војника и још бродова, сукоб је успешно окончан. Уговор је потписан 25. марта, а њиме је успостављен суверенитет Француске не само у Казамансу, већ и у Кагноуту и Саматиту. Због свог учешћа у сукобу, Бертран-Боконде је примио Орден легије части и добио је концесију на земљиште. Бертран-Боконде је напустио острво 1857, али је напустио своју дужност Резидента 1860. године. Његова неуморна активност имала је трајни ефекат на острву.
Године 1869. Карабане је постао аутономан, али се спојио са Седијуом 1886. Његов гарнизон од десетак људи је редовно био погађан тропским болестима као што је маларија. Године 1877. на острву је избројано 527 људи, углавном Ђола, али и нешто Волофа, муслимана и неколико Манџака из португалске Гвинеје.
Прва католичка мисија у Седију основана је 1875. године, а прва крштења прослављена су исте године у Карабанеу. Укупно је крштено 17 људи, од којих су већина били становници острва. Мисију Отаца Светог Духа у Карабанеу је 1880. године основао отац Кифер. 22. фебруара се настанио на острву, али је служио само две године. У Карабанеу је било око 250 хришћана, углавном мулата. По оснивању мисије у Карабанеу уследило је и у Зигинхору (1888), Елинкину (1891) и на неколико оближњих локација у 20. веку. Године 1900, духовни мисионар, отац Винц,  написао је први катекизам на језику Ђола.
Привремено пребачена у Зигинхор, мисија Карабане је затворена 1888. Мисионари су се вратили 1890. године и, иако су одмах проширили зграду цркве, она још увек није била довољно велика да прими све оне који су желели да присуствују. Захваљујући субвенцијама бискупа и донацијама парохијана, нова црква је изграђена и свечано отворена на католички празник Свете Ане 1897. године. До следеће године хришћанска заједница је извршила 1.100 крштења.
Конкуренција између Француза и Португалаца почела је да се показује у региону током овог периода. Пошто су португалске трговачке станице у Качеу и Фариму тражиле више цене од трговачких центара у Карабанеу и Седијуу којима су управљали Французи, Португалци су изгубили многе трговце због Француза. Овај тренд је довео до уступања Зигинхора Француској, о чему су преговарали у Карабанеу у априлу 1888.
Године 1901, административна престоница Казаманса пренета је из Карабанеа у Зигинхор, статус који је две године касније пренет на Усује. До 1904. Карабане је изгубио неколико својих погодности, укључујући царинске службе, које су биле централизоване. Трговачке куће на острву су напуштене и број хришћана се смањио са 1.000 на 300 до 1907.
Године 1913, непосредно пре избијања 1. светског рата Карабане је претрпео пожар који је довео до опадања његовог пословања. Људи су постепено напуштали острво у потрази за послом у Зигинхору, па чак и у Дакару.
Године 1920. епархија је имала, поред Карабанеа, тринаест цркава и приближно тридесет пет капела. Гувернер је 1922. године донео декрет којим зградама је дозвољено да практикују католичанство. Иако је црква Карабане била једна од одабраних зграда, неки чланови кривили су колонијалну администрацију да је омогућила ширење ислама у земљи.

### Новија историја
Популација Карабанеа наставила је постепено да опада након 2. светског рата. Године 1950. планирана је изградња Богословије у Карабанеу, али је она 1959. пребачена у нову зграду у Њасији. Карабане мисија је затворила своја врата током влажне сезоне 1953. године, 83 године након њеног почетка. Монахиње и њихове приправнице преселиле су се у Зигинхор.
Независност Сенегала је проглашена 20. августа 1960. године, а након распада краткотрајне федерације Мали, на подручје Казаманс дошли су званичници са севера. Иако су многи од њих били Волофи и муслимани, нису познавали земљу Ђола и њене традиције. Периоди суше који су опустошили Сахел 1970-их приморали су фармере кикирикија да се преселе у регионе у којима је пиринач био све што је расло.
У народу је почело да се шири незадовољство које је понекад ескалирало у насиље. Казаманс је од тада доживео године сукоба који су довели локалне иницијативе у опасност, као што су резервати природе. Године 1998, усред сукоба, француска комуна Бон Анконтр се обавезала да ће Карабанеу пружити хуманитарну помоћ, како економску тако и културну. Карабане је остао једно од најмирнијих области Казаманса током сукоба. Без обзира на то, неколико мањих инцидената је пријављено око априла 2000.
Прекид ватре из 2004. донео је релативни мир, али је у међувремену, потонуће „Џуле“ 2002. однело животе многих становника Карабанеа и ограничило велики део његове могућности да се бави трговином и прихвата туристе на неколико година. С обзиром на проблеме изазване сукобом уз претњу ерозије обале на острву, неки страхују од најгорег. Стога, након година развоја и ширења заједнице, Карабане доживљава потешкоће на више начина.
Године 2003. званични број становништва у селу Карабане износио је 396 људи и 55 домаћинстава, али варира у зависности од годишњих доба и понекад достиже око 1.750 људи, према локалним изворима. Већина становништва је Ђола. Ђола се веома разликују од других великих етничких група у Сенегалу по свом језику, егалитарном друштву, без политичке хијерархије и недостатку ропства. Њихове традиције су опстале због њиховог независног духа, као и због географске изолованости. Ова етничка група чини 80 до 90% становника Басе Казаманс, али само 6 до 8% укупног становништва Сенегала. Они су највећа етничка група у Карабанеу. Две заједнице из суседних земаља, једна из Гвинеје и друга из Гвинеје Бисао, населиле су се на другој страни острва на удаљености од села. Постоје и сезонски радници који долазе да пецају из Гане, Гвинеје и Гамбије.
Попис становништва из 1988. је известио да муслимани чине 94% становништва Сенегала, али само 26,5% становништва региона, где се налази Карабане.

### Образовање
Основана 1892. године, школа Карабане била је једна од првих у региону. Опис школске инфраструктуре у региону из 1900. открива да је школа за дечаке у Карабану била отворена од децембра до августа сваке године, а да су празници трајали од септембра до новембра, када су родитељима била потребна њихова деца на пољима да помогну у узгоју пиринча. Године 1903, када је Карабане изгубио статус престонице, школу је похађало 63 дечака и 102 девојчице. Године 1914. имала је само 56 дечака и 26 девојчица.
Карабане има нову основну школу, која је свечано отворена 21. јануара 2006. године, са шест одељења. Обданиште Карабане налази се у друштвеној кући под називом „Кућа жена и деце“, основаној 1988. године.

### Историјске знаменитости
Карабане има много историјских места, као што је католичка мисијска кућа изграђена 1880. године која је од тада претворена у хотел, црквена зграда у стилу Бретање која више није у употреби и бивша зграда за трговину робљем. Ту је и француско гробље на коме је отровном стрелом упуцан капетан Аристид Протет и сахрањен стојећи испред мора, по својој последњој жељи. Неки туристички водичи лажно тврде да је ово био Огист Леополд Проте, оснивач града Дакара, али је име Аристид Проте јасно приказано на плочи гробнице.
У близини плаже су рушевине зграда, понтона и бунара, са великим дрветом у центру. Огроман комад метала у средини носи натпис CEO Forrester & Co. Vauxhall Foundry. 18 Liverpool S3.
Карабане је додат на листу историјских места и споменика Сенегала 2003. Захтев да Карабане постане место светске баштине поднет је Унеску 18. новембра 2005.